# Autriche aux Jeux olympiques d'été de 2004
L' Autriche a envoyé 74 athlètes et a remporté 7 médailles aux Jeux olympiques d'été de 2004 à Athènes en Grèce.

## Médailles
| Médaille | Nom                                | Sport     | Événement                           |
| -------- | ---------------------------------- | --------- | ----------------------------------- |
| Or       | Roman Hagara Hans-Peter Steinacher | Voile     | Catamaran open Tornado              |
| Or       | Kate Allen                         | Triathlon | Compétition femmes                  |
| Argent   | Claudia Heill                      | Judo      | Poids mi-moyens femmes (- de 63 kg) |
| Argent   | Markus Rogan                       | Natation  | 100 m dos hommes                    |
| Argent   | Markus Rogan                       | Natation  | 200 m dos hommes                    |
| Argent   | Andreas Geritzer                   | Voile     | Dériveur solitaire open Laser       |
| Bronze   | Christian Planer                   | Tir       | Carabine 3 × 40 50 mètres hommes    |

## Résultats

### Athlétisme
100 m femmes :
- Bettina Müller
  - 2e tour : 11 s 50 (→ éliminée)
- Karin Mayr-Krifka
  - 2e tour : 11 s 55 (→ éliminée)

200 m femmes :
- Karin Mayr-Krifka
  - 1er tour : 22 s 81
  - 2e tour : 23 s 19 (→ éliminée)

3000 m Steeple Hommes :
- Martin Pröll
  - 1er tour : 8 min 26 s 01 (→ éliminé)

5000 m hommes :
- Günther Weidlinger
  - 1er tour : 13 min 29 s 32 (→ éliminée)

Décathlon hommes :
- Roland Schwarzl
  - Finale : 8 102 points (→ 10e place)

Marathon Hommes :
- Michael Buchleitner
  - Finale : 2 h 19 min 19 s (→ 29e place)

### Canoë-kayak
Kayak monoplace hommes :
- Helmut Oblinger : 13e place
  1. Série : 193,19 points
    - 1re manche : 94,25 points
    - 2e manche : 98.94 points

  2. Total Finale : /
    - Demi-finale : 98.02 points
    - Finale : Non qualifié

Kayak monoplace femmes :
- Violetta Oblinger-Peters : 12e place
  1. Série : 226,50 points
    - 1re manche : 110,95 points
    - 2e manche : 111,45 points

  2. Total finale : /
    - Demi-finale : 117,09 points
    - Finale : Non qualifié

### Cyclisme

#### Cyclisme sur route
Course en ligne hommes :
- Georg Totschnig : 22e place, 5 h 41 min 56 s h
- Gerhard Trampusch : 30e place, 5 h 41 min 56 s h
- Gerrit Glomser : 51e place, 5 h 45 min 21 s h
- Bernhard Eisel : N'a pas terminé

Course en ligne femmes :
- Christiane Soeder : 3 h 25 min 42 s h (→ 24e place)

#### Cyclisme sur piste
Course aux points Hommes :
- Franz Stocher : 9 points (→ 17e place)

Course à l'américaine hommes :
- Roland Garber et Franz Stocher : 8 points (-1 tour) (→ 8e place)

#### VTT
Cross-country Hommes :
- Christoph Soukup : 15e place, 2 h 22 min 50 s h
- Michael Weiss : 32e place, 2 h 30 min 14 s h

Cross-country femmes :
- Barbel Jungmeier : 14e place, 2 h 09 min 22 s h

### Plongeon
Plateforme 10 mètres femmes :
- Anja Richter : Demi-finale (→ 15e place)
- Marion Reiff : Qualifications (→ 31e place)

### Équitation
Dressage individuel:
- Victoria Max-Theurer avec Falcão : 2e tour, 20e place
- Nina Stadlinger avec Egalite : 2e tour, 25e place
- Friedrich Gaulhofer avec Wels : 1er tour, 44e place
- Peter Gmoser avec Don Debussy : 1er tour, 48e place

Dressage par équipes:
- Gaulhofer, Gmoser, Max-Theurer, et Stadlinger : 8e place, 66.570%

Concours complet individuel:
- Harald Ambros avec Miss Ferrari : Finale, 19e place
- Harald Siegl avec Gigant 2 : 3e tour, 45e place
- Harald Riedl avec Foxy XX : 3e tour, 58e place
- Margit Appelt avec Ice on Fire : 3e tour, 68e place
- Andreas Zehrer avec Raemmi Daemmi : N'a pas terminé

Concours complet par équipes :
- Ambros, Appelt, Riedl, Siegl, et Zehrer : 13e place, 306.4 pénalités

### Escrime
Épée individuel hommes :
- Christoph Marik : Défaite en 16e de finale

Sabre individuel hommes :
- Roland Schlosser : Défaite en 16e de finale

### Judo
60 kg hommes :
- Ludwig Paischer : Défaite en 16e de finale

63 kg femmes :
- Claudia Heill :  médaille d'argent; battue en finale

### Tennis
Simple messieurs :
- Jürgen Melzer : perd au 1er tour contre Vincent Spadea (États-Unis) 0-6, 1-6

### Triathlon
Femmes :
- Kate Allen : 2 h 04 min 43 s 45 (→  Médaille d'or)
- Eva Bramboeck : 2 h 10 min 19 s 60 (→ 28e place)

Hommes :
- Norbert Domnik : 1 h 59 min 13 s 25 (→ 37e place)

### Volleyball
Volley-ball de plage hommes :
- Nikolas Berger et Florian Gosch
  - Qualifications : 1 victoire - 2 défaites
  - 8e de finale : Non qualifié
- Robert Nowotny et Peter Gartmayer
  - Qualifications : 0 victoire - 3 défaites
  - 8e de finale : Non qualifié

## Officiels
- Président : Mr. Leo Wallner
- Secrétaire général : Dr. Heinz Jungwirth